# Fazenda Jaguari
Fazenda Jaguari (estrada de Pedreira), originada  da sesmaria de Alexandre Barbosa, em 1885 pertencia a Carlos Aranha & Irmão, com 250 mil pés de café, máquina de benefício à água e terreiros de  terra vermelha.
Em 1900, a Carlos Norberto de Sousa Aranha, produzindo 10 mil arrobas de café.
Em 1914, com 305 alqueires de terras  e 209 mil pés de café, pertencendo ao mesmo proprietário, que a vendeu a Amadeu Gomes de Sousa.
Este último a transferiu a Benedito Pupo de quem a herdou seu filho Antônio Pupo.